# Thomas Blake Glover

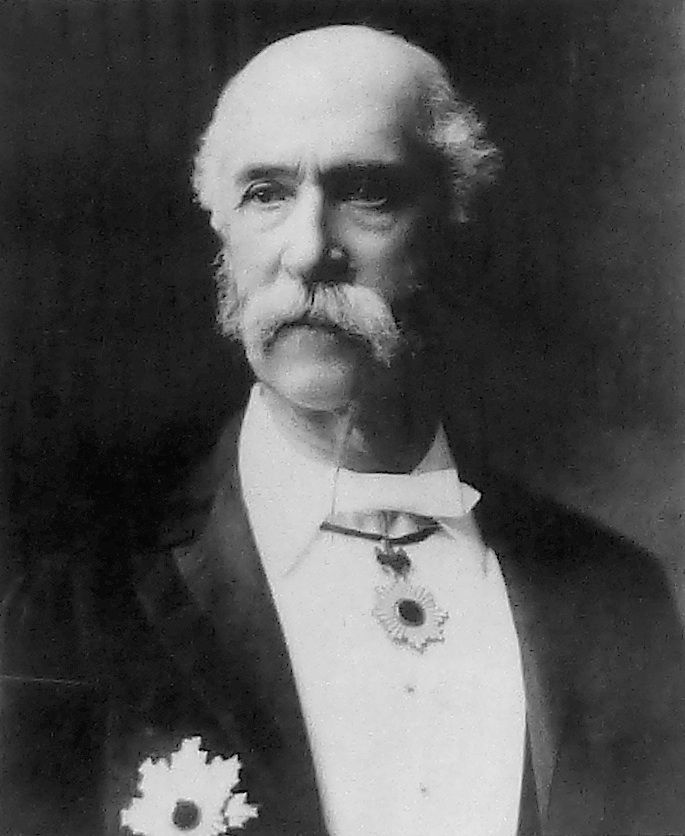
Thomas Blake Glover

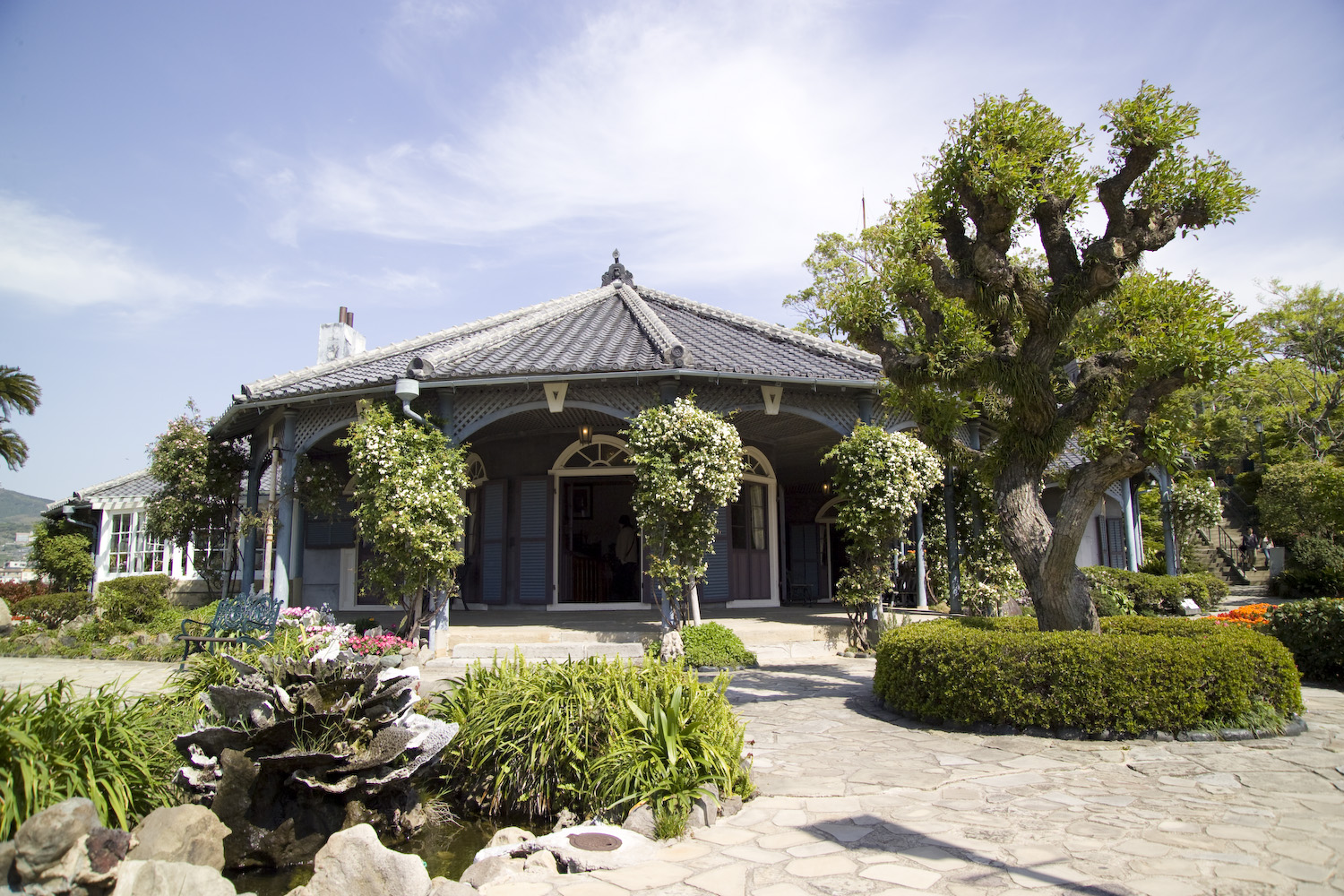
Glovers Residenz

Thomas Blake Glover (geboren 6. Juni 1838 in Schottland; gestorben 16. Dezember 1911 in Tokio) war ein schottischer Kaufmann, der im Japan der Bakumatsu- und Meiji-Zeit wirkte.

## Leben und Werk
Thomas Blake Glover reiste 1858, also im Alter von zwanzig Jahren, nach Schanghai. Er reiste dann 1859 weiter nach Japan und gründete 1861 in Nagasaki die Firma Glover and Co. Er exportierte Gold, Silber und maritime Produkte in den Westen und importierte Schiffe und Waffen. Die Waffen wurden geliefert an den Satsuma- und an den Chōshū-Klan, also an die Zentren der Aktivitäten, das Shogunat zu stürzen. 1863 organisierte er die Entsendung von fünf Mitgliedern des Chōshū-Klans, darunter Itō Hirobumi, nach England. 1865 half er bei einer Entsendung von 15 Mitgliedern des Satsuma-Klans, darunter Mori Arinori, nach Europa.
Ab 1868 begann Glover mit dem Saga-Klan bei der Entwicklung des Takashima-Kohlebergwerks zusammenzuarbeiten, für das er moderne Minen-Ausrüstung aus England lieferte. In den 1868er Jahren beteiligte sich das Glover-Unternehmen beim Bau der Kosuge-Werft (小菅船工場, Kosuge senkōba), der Vorläuferin der Mitsubishi-Werften, was die Kontakte mit dem Ausland anging. 1908 zeichnete ihn die japanische Regierung mit dem Orden der Aufgehenden Sonne, Zweite Klasse aus. Er starb in seinem Anwesen in Tokio. Bestattet wurde er auf dem „Sakamoto International Cemetery“ (坂本国際墓地, Sakamoto Kokusai Bochi) im Nagasaki. Er war mit einer Japanerin verheiratet, die eine Tochter von ihm bekam.
1961 wurde das alte, erhalten gebliebene Glover-Anwesen, bekannt auch als „Glover-Garden“, als Wichtiges Kulturgut Japans registriert, 2015 als Teil des UNESCO-Welterbes in Nagasaki.